# Andriivka, Novi Sanjarî
Andriivka (în ucraineană Андріївка) este un sat în comuna Sokolova Balka din raionul Novi Sanjarî, regiunea Poltava, Ucraina.

## Demografie
Componența lingvistică a localității Andriivka
     Ucraineană (98,14%)
     Rusă (1,69%)
     Alte limbi (0,17%)
Conform recensământului din 2001, majoritatea populației localității Andriivka era vorbitoare de ucraineană (98,14%), existând în minoritate și vorbitori de rusă (1,69%).